# Großsteingräber bei Dörmte

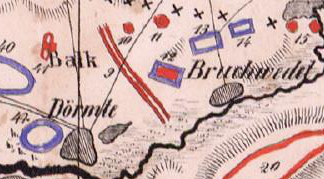
Lage der Gräber (Nr. 12 und 17) nach von Estorff

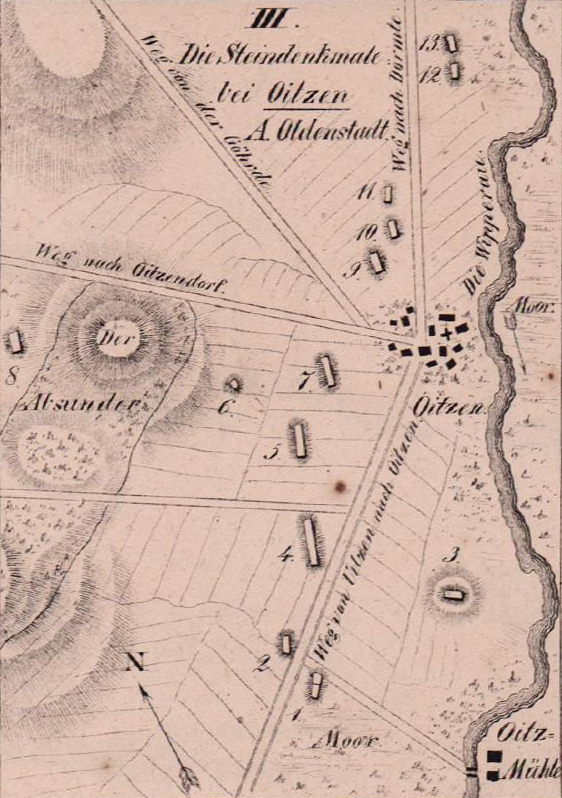
Lage der Gräber von Oetzen und Dörmte (Nr. 12 und 13) nach von Estorff

Die Großsteingräber bei Dörmte waren drei megalithische Grabanlagen der jungsteinzeitlichen Trichterbecherkultur bei Dörmte, einem Ortsteil von Oetzen im Landkreis Uelzen (Niedersachsen). Sie wurden im 19. Jahrhundert zerstört. Die drei Anlagen wurden in den 1840er Jahren durch Georg Otto Carl von Estorff dokumentiert. Von Grab 3 fertigte er eine Zeichnung an. Grab 1 wurde von ihm so ausführlich beschrieben, dass Ernst Sprockhoff eine Rekonstruktionszeichnung anfertigen konnte; in seinem Atlas der Megalithgräber Deutschlands wird dieses Grab unter der Nummer 792 geführt.

## Lage
Die Gräber 1 und 2 befanden sich westlich von Dörmte. Sie schlossen sich an die ebenfalls im 19. Jahrhundert zerstörten, in einer von Südwesten nach Nordosten verlaufenden Reihe angeordneten Großsteingräber bei Oetzen an. Grab 3 lag nordöstlich von Dörmte an der Grenze zur Feldmark Bruchwedel. Ein Stück weiter nordwestlich lagen die beiden Großsteingräber bei Bruchwedel.

## Beschreibung

### Grab 1
Grab 1 war bei von Estorffs Aufnahme noch gut erhalten. Es besaß ein von Eichen umstandenes, westöstlich orientiertes rechteckiges Hünenbett mit einer Länge von 13 m und einer Breite von 9 m. Die Umfassung war noch annähernd vollständig und alle Steine standen wohl noch in situ, nur an der westlichen Schmalseite fehlten einige Steine. Nur die beiden Ecksteine und ein weiterer Stein waren erhalten. Die östliche Schmalseite besaß fünf Wandsteine, von denen die beiden Ecksteine deutlich größer waren als die drei mittleren. Der südliche Eckstein hatte eine Länge von 10 Fuß (ca. 2,9 m), eine Breite von 4 Fuß (ca. 1,15 m) und eine Höhe von 7 Fuß (ca. 2 m). Der nördliche Eckstein hatte eine Länge von 10 Fuß (ca. 2,9 m), eine Breite von 8 Fuß (ca. 2,3 m) und eine Höhe von 5 Fuß (ca. 1,45 m). Die drei mittleren Steine waren zwischen 5 und 6 Fuß (ca. 1,45–1,75 m) dick und zwischen 4 und 6 Fuß (ca. 1,15–1,75 m) hoch.
Die Grabkammer stand etwas schräg im Bett. Sie besaß sechs Wandsteinpaare an den Langseiten und ursprünglich fünf oder sechs Decksteine. Die Hügelschüttung reichte noch bis kurz unter die Decksteine. Von diesen lagen noch vier auf den Wandsteinen auf, ein fünfter lag etwas verschleppt, aber immer noch innerhalb des Hünenbetts. Der zweite Deckstein von Westen wies eine platte Oberseite auf, die mit 30 Schälchen bedeckt war. Bei der Kammer handelte es sich vermutlich um einen Großdolmen.

### Grab 2
Grab 2 besaß ein ost-westlich orientiertes Hünenbett mit einer Länge von fast 40 m und einer Breite von 6 m. Als von Estorff es 1840 dokumentierte, hatte seine Zerstörung bereits begonnen. Von der Umfassung waren nur noch vier Steine an der westlichen und ein Stein an der östlichen Schmalseite sowie acht Steine an der südlichen und drei intakte sowie zwei gesprengte Steine an der nördlichen Langseite vorhanden. Die Grabkammer lag etwas östlich der Mitte. Sie war ebenfalls ost-westlich orientiert und hatte eine Länge von 4,7 m und eine Breite von 1,75 m. Es waren noch drei Wandsteine der südlichen Langseite sowie zwei Wandsteine an der östlichen Schmalseite erhalten. Der Deckstein war gesprengt. Der genaue Grabtyp lässt sich nicht mehr ermitteln.

### Grab 3

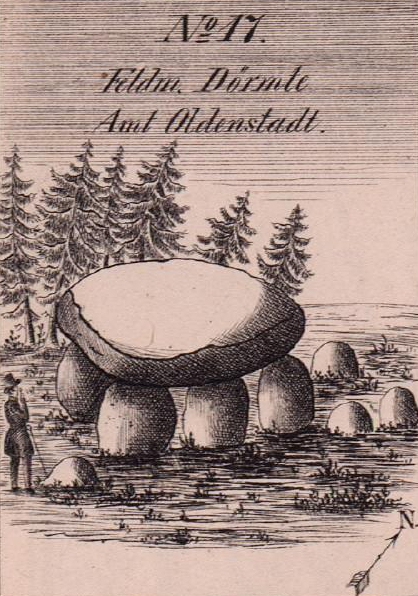
Ansicht von Grab 3 nach von Estorff

Grab 3 besaß ursprünglich ein Hünenbett mit einer Länge von 24 Schritt (ca. 19 m) und einer Breite von 24 Fuß (ca. 7 m). Dieses war bereits vor von Estorffs Aufnahme abgetragen worden. Die noch erhaltene Grabkammer war ost-westlich orientiert und hatte eine Länge von 30 Fuß (ca. 8,8 m) und eine Breite von 6 Fuß (ca. 1,75 m). Sie bestand aus neun Wandsteinen, auf denen ein einzelner großer Deckstein mit einem Durchmesser von über 10 Fuß (ca. 3 m) ruhte. Seine Oberfläche war platt und mit etwa sechs Schälchen versehen.